# Eurodryas narina
Eurodryas narina är en fjärilsart som beskrevs av Charles Oberthür 1909. Eurodryas narina ingår i släktet Eurodryas och familjen praktfjärilar. Inga underarter finns listade i Catalogue of Life.